# Nachal Chafra
Nachal Chafra (hebrejsky: נחל חפרה) je vádí na pomezí pahorkatiny Šefela a pobřežní nížiny v Izraeli.
Začíná v nadmořské výšce přes 150 metrů jihovýchodně od vesnice Tiroš. Směřuje pak k severozápadu mírně zvlněnou zemědělsky využívanou krajinou. Prochází mezi vesnicemi Gefen a Tiroš a ústí zprava do vádí Nachal Min'am.